# Eurojust
Eurojust, die Agentur der Europäischen Union für justizielle Zusammenarbeit in Strafsachen, ist eine Justizbehörde der Europäischen Union mit Sitz in Den Haag. Eurojust hat den Status einer EU-Agentur und koordiniert grenzüberschreitende Strafverfahren auf europäischer Ebene. Des Weiteren soll sie die Arbeit der nationalen Justizbehörden Europas im Bereich der grenzüberschreitenden organisierten Kriminalität im Allgemeinen koordinieren und den Informationsaustausch zwischen den nationalen Justiz- und Polizeibehörden fördern. Arbeitsbereiche sind unter anderem die Terrorismusbekämpfung, die Bekämpfung und Prävention des illegalen Waffenhandels, des Drogenhandels, des Menschenhandels, der Kinderpornografie und der Geldwäsche.

## Rechtsgrundlage
Auf Grundlage einer Vereinbarung des Europäischen Rates in Tampere im Herbst 1999 wurde Eurojust mit Beschluss des Rates der Europäischen Union vom 28. Februar 2002 gegründet und nahm wenige Monate später seine Arbeit auf. Rechtsgrundlage für den Beschluss waren die Bestimmungen über die Polizeiliche und justizielle Zusammenarbeit in Strafsachen (die sogenannte dritte Säule).
Mit dem Vertrag von Lissabon wurde Eurojust auch ausdrücklich im Primärrecht (Art. 85 AEU-Vertrag) verankert. Zudem wurde mit diesem Vertrag die Säulenstruktur aufgelöst, es gibt aber Übergangsbestimmungen für Regelungen der bisherigen dritten Säule, die erst fünf Jahre nach dem Inkrafttreten des Vertrags von Lissabon außer Kraft treten. Darüber hinaus sieht der Vertrag von Lissabon vor, dass die Mitgliedstaaten im Falle einer Einigung ausgehend von Eurojust eine Europäische Staatsanwaltschaft einsetzen können (Art. 86 AEU-Vertrag).

## Organisation
Bis auf Dänemark entsenden alle EU-Mitgliedstaaten jeweils ein nationales Mitglied sowie stellvertretende Mitglieder und Assistenten und Assistentinnen zu Eurojust. Auf Grund seines Sonderstatus' im Bereich der justiziellen Zusammenarbeit stellt Dänemark einen sog. Repräsentanten. Diese Mitglieder sind in der Regel nationale Justizbedienstete oder Staatsanwälte und stellen auch das Bindeglied zwischen Eurojust und dem Justizapparat des jeweiligen Landes dar.
Die Gesamtheit der nationalen Mitglieder bildet das Eurojust-Kollegium. Das Kollegium wählt einen Präsidenten und zwei Vizepräsidenten. Am 12. November 2024 wurde das nationales Mitglied (nM) für Österreich, Michael Schmid, zum Präsidenten gewählt. Das nM für Spanien, José de la Mata Amaya, ist seit Dezember 2024 Vizepräsident. Im Juni 2022 wurde Margarita Šniutytė-Daugėlienė, für Litauen, als Vizepräsidentin gewählt. Die Amtszeiten von Präsident und Vizepräsidenten beträgt jeweils vier Jahre.
Die Verwaltung von Eurojust wird seit dem 1. Oktober 2023 von Vincent Jamin (Frankreich) als Verwaltungsdirektor geleitet.
Derzeit haben 13 Nicht-EU-Staaten Verbindungsstaatsanwältinnen und -Staatsanwälte zu Eurojust entsandt.
Die Arbeit von Eurojust und des Europäischen Justizellen Netzes in Strafsachen ergänzen sich.